# Агрікольське сільське поселення
Агріко́льське сільське поселення — муніципальне утворення в складі Красногорського району Удмуртії, Росія. Адміністративний центр — село Красногорське, яке  не входить до складу поселення.
Населення — 1334 особи (2015; 1346 в 2012, 1391 в 2010).
До складу поселення входять такі населені пункти:
| Населений пункт         | Населення, осіб (2010) | Населення, осіб (2012) |
| ----------------------- | ---------------------- | ---------------------- |
| Агріколь, присілок      | 728                    | 708                    |
| Барани, присілок        | 8                      | 2                      |
| Велика Ігра, присілок   | 11                     | 10                     |
| Клабуки, присілок       | 45                     | 44                     |
| Коровкинці, присілок    | 34                     | 35                     |
| Кульоміно, присілок     | 8                      | 8                      |
| Мала Ігра, присілок     | 58                     | 56                     |
| Новий Кеновай, присілок | 1                      | 1                      |
| Малягурт, присілок      | 89                     | 84                     |
| Потапово, присілок      | 20                     | 20                     |
| Рябово, присілок        | 41                     | 41                     |
| Старе Кичино, присілок  | 118                    | 115                    |
| Сюрзяне, присілок       | 19                     | 18                     |
| Тараканово, присілок    | 67                     | 69                     |
| Тура, присілок          | 75                     | 66                     |
| Убитьдур, присілок      | 25                     | 25                     |
| Юшур, присілок          | 44                     | 44                     |

В поселені діє школа та садочок (Малягурт), 2 фельдшерсько-акушерських пункти, клуб. З підприємств працюють КГ «Італмас», «Кузьміних», «Росинка», пилорама.